# 伊本·赫勒敦
伊本·赫勒敦（阿拉伯语：‎，1332年5月27日—1406年3月19日），又译伊本·哈勒敦，全名为阿布·扎伊德·瓦利·代因·阿卜杜勒-拉赫曼·伊本·穆罕默德·伊本·穆罕默德·伊本·穆罕默德·伊本·哈桑·伊本·穆罕默德·伊本·贾比尔·伊本·穆罕默德·伊本·易卜拉欣·伊本·阿卜杜勒-拉赫曼·伊本·赫勒敦·哈德拉米·伊什比利（阿拉伯语：‎），阿拉伯穆斯林学者、歷史學家、经济学家、社会学家，被认为为人口统计学之父。1332年出生于突尼斯，是塞维利亚的阿拉伯贵族的后裔 （8世纪时跟随阿拉伯军队出征到安达卢西亚，后迁到北非）。自幼跟从父亲学习《古兰经》和阿拉伯文，又到宰图那大学学习深造，受到系统的伊斯兰教育。1352年开始从政。1378年写成作《历史绪论》。1406年3月19日在开罗逝世。
伊本·赫勒敦最著名的著作是《历史绪论》(Muqaddimah或Prolegomena），在自传中称这本书是他用六个月时间写成的，这本书影响了17至19世纪的奥斯曼历史学家，如Kâtip Çelebi、Mustafa Naima和艾哈迈德·杰夫代特帕夏，他们利用这本书的理论分析了奥斯曼帝国的兴衰。伊本·赫勒敦还与帖木儿帝国的缔造者帖木儿大帝有过交往。
最近，有人将伊本·赫勒敦的作品与欧洲有影响力的哲学家（如马基雅维利、詹巴蒂斯塔·维柯、休谟、黑格尔、马克思和奥古斯特·孔德）以及经济学家大卫·李嘉图和亚当·斯密的作品进行了比较，认为他们的思想在伊本·赫勒敦的作品中都有先例（尽管不是直接影响）。他还对某些现代伊斯兰思想家（如传统学派的思想家）以及里根经济学产生了影响。

## 生平
由于他本人撰写了一部详细引用了大量有关自己生活文件的自传（阿拉伯语：‎; 《伊本赫勒敦東西旅遊自傳》），伊本·赫勒敦的生活经历记录完好。但是该自传对于他的私人生活所述甚少，因此对于他的家庭背景人们了解的并不多。“伊本·赫勒敦”意為「赫勒敦家族之子」，源自安达卢斯的上流社会，在大约13世纪中叶收復失地運動中塞维利亚后半整個家族遷居北非。到了突尼斯哈夫斯王朝时期，有些家族成员担任高管，但是其祖父和父亲选择退出政坛，过着隐士的生活。他的兄弟雅亚·伊本·赫勒敦也是一位历史学家，他写了一本有关扎亚尼德王朝的书，后来因为担任法院的歷史學家被仇敌刺杀。
在他的自传中，伊本·赫勒敦通过来自也门哈德拉毛的阿拉伯部落，将自己的起源追溯到穆罕默德时期。该部落在8世纪时随着伊斯兰征服运动迁徙到西班牙。但是，传记学家默罕默德·伊南（Mohammad Enan）质疑这一说法，认为伊本·赫勒敦的家族可能是穆拉迪人，他们假称自己是阿拉伯裔以取得社会地位。

## 思想与著作

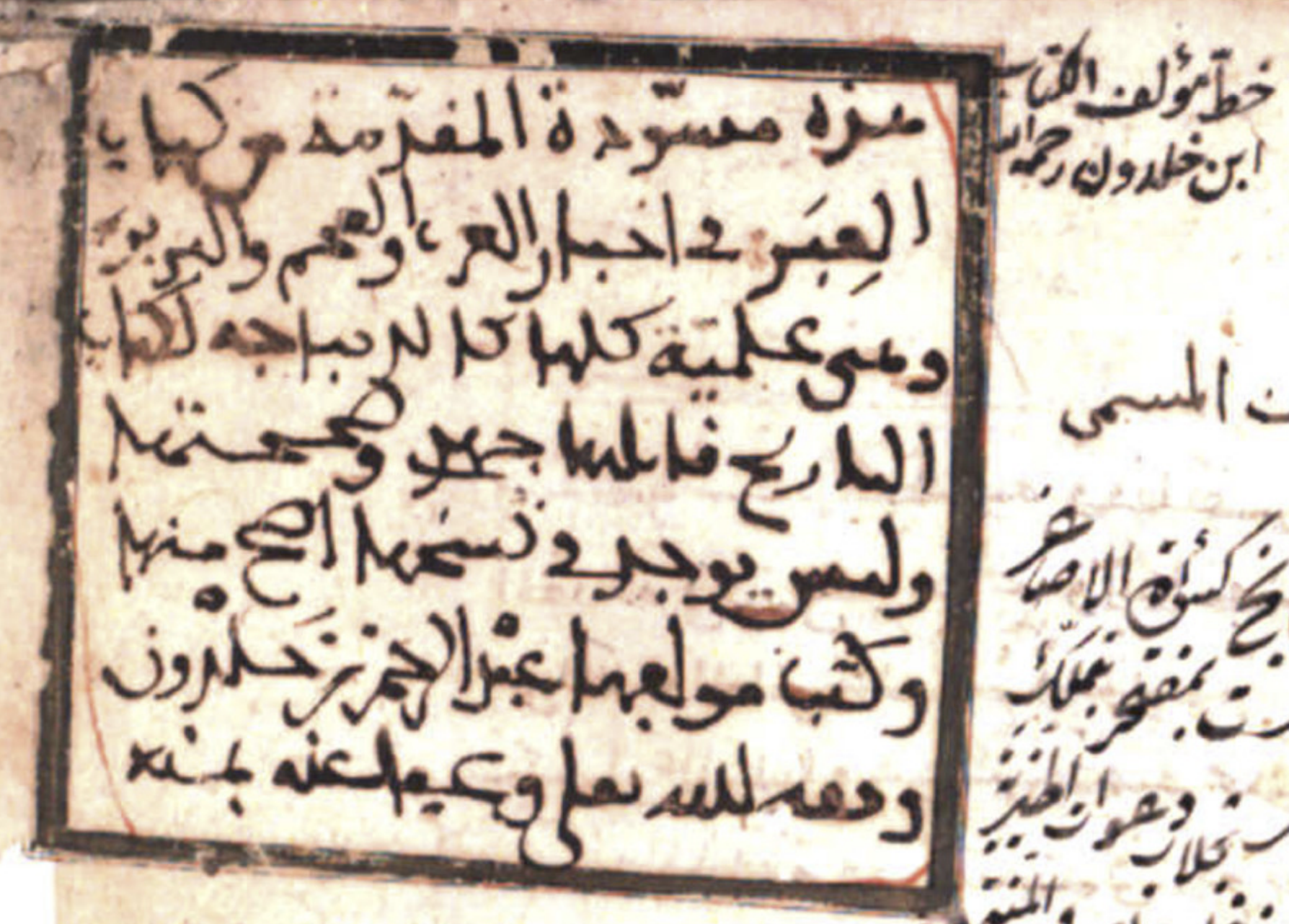
伊本·赫勒敦《历史绪论》的手稿

### 《历史绪论》，以及《Kitāb al-ʻIbar》全篇
在社会学领域，他描述了他所处时代游牧的社会和定居的社会的对立，以及战士征服一座城市时不可避免的权力丧失。阿拉伯学者萨推尔·胡苏里认为，《历史绪论》可以作为一部社会学著作来阅读。该书围绕伊本·赫勒敦的核心概念“阿萨比亚”，即“群体感”、“团结”或“部落主义”展开。这种社会凝聚力在部落和其他小型亲属群体中自发产生；宗教意识形态可以强化和扩大这种凝聚力。伊本·赫勒敦的分析着眼于这种凝聚力如何使群体掌权，但其本身却包含着该群体衰落的种子--心理、社会学、经济和政治方面的种子--取而代之的是由更强大（或至少更年轻、更有活力）的凝聚力所束缚的新群体、王朝或帝国。伊本·赫勒敦的一些观点，尤其是关于撒哈拉以南非洲津芝人的观点被认为系属种族主义,，尽管这在那个时代并非少见。根据学者阿卜杜勒马吉德·汉努姆的说法，伊本·赫勒敦对柏柏尔人和阿拉伯人之间区别的描述被其译者威廉·麦高金·德·斯莱恩曲解了，他在以 "柏柏尔人历史 "为题翻译的《Kitāb al-ʻIbar》选译本中错误地加入了 "将阿拉伯人和柏柏尔人区分开来并对立起来的种族意识形态"。
伊本·赫勒敦著作中最常被引用的观点或许是：当一个社会成为伟大的文明时，它的高潮期之后就是衰落期。这意味着，相比之下，征服衰落文明的下一个有凝聚力的群体是一群蛮族。然而，一旦蛮族巩固了对被征服社会的控制，他们就会被社会更高雅的方面所吸引，如文化和艺术，并吸收或借鉴这些文化习俗。最终，从前的蛮族将被新的蛮族征服，如此循环往复。
伊本·赫勒敦有别于穆斯林历史学家所遵循的规范，摒弃了他们对传述者可信度的关注，转而关注故事的真实性，并鼓励批判性思维。

### 经济学
有人认为伊本·赫勒敦是现代经济学家的主要先驱，早在斯密和李嘉图之前就提出了劳动价值论，尽管赫勒敦并未以此名之。
他还概述了早期的劳动分工、税收、稀缺性和经济增长理论.他认为，贫穷是道德和人类价值观遭到破坏的结果。他还研究了消费、政府和投资等促成财富的因素。伊本·赫勒敦还认为，贫穷不一定是财务决策失误的结果，而是外部后果造成的，因此政府应参与扶贫。马来西亚Insaniah大学和印尼Tazkia大学伊斯兰经济学院的研究人员根据伊本·赫勒敦的著作创建了一个动力学模型，用于衡量南亚和东南亚穆斯林国家的贫困状况。
伊本·赫勒敦还认为，伊斯兰货币体系的货币应具有内在价值，因此应由黄金和白银制成（如迪拉姆）。他强调，这些硬币的重量和纯度应严格遵守：1第纳尔的重量应为1“米特卡尔”（72粒大麦的重量，约为 4.25克），7第纳尔的重量应等于10迪拉姆（1米特卡尔的十分之七，即2.96克）。
伊本·赫勒敦有关劳动分工的著作经常被拿来与亚当-斯密有关这一主题的著作相比较。
个人无法独自获得生活的全部必需品。全人类必须通过文明合作来实现这一目标。但是，通过人类群体的合作所获得的东西，却能满足比他们多很多倍的人的需求。例如，没有一个人能够独自获得他所需要的那份麦子。但是，如果有六个人或十个人，包括制造工具的铁匠和木匠，以及负责耕牛、犁地、收割成熟谷物和其他所有农业活动的其他人，为了获得食物而单独或集体工作，并通过合作获得食物，那么他们就能满足比自己多很多倍的需求。
单独或集体劳动，从而获得一定数量的食物，这些食物将成为许多人的食物，这些人的数量是他们的数倍。综合劳动所生产的粮食将超过工人的需求和必需品。（伊本·赫勒敦 1958, vol. II 271–272）
在其他每一种艺术和制造业中，分工的效果都与这种微不足道的艺术和制造业（制针业）的效果相似；不过，在其中许多艺术和制造业中，劳动既不可能被如此细分，也不可能被简化到如此简单的程度。然而，只要能够实行分工，每种艺术都会使劳动生产力得到相应的提高。（斯密 1976a, vol. I, 13–24）
伊本·赫勒敦和斯密都认为劳动分工是经济增长的基础，但他们的分工动机和背景不同。对伊本·赫勒敦来说，"阿萨比亚"或社会团结是分工背后的根本动机和背景；而对斯密来说，则是自我利益和市场经济。

### 社会思想
伊本·赫勒敦呼吁创建一门解释社会的科学，并在《历史绪论》中概述了对这门学科的观点，其中指出："文明及其福祉，以及商业繁荣，取决于生产力和人们为自身利益和利润而做出的全面努力"。
伊本·赫勒敦的认识论试图调和神秘主义与神学，他将科学分为两个不同的类别：关于《古兰经》科学的宗教科学和非宗教科学。他进一步将非宗教科学分为逻辑学、算术、几何学、天文学等智力科学和语言、文学、诗歌等辅助科学。他还提出，随着社会的不同，未来可能会出现更多的分类。他试图在教育、经济和政治方面适应所有可能的社会的文化行为和影响。尽管如此，他并不认为法律是由一个领导者或一小部分人选择的，而主要是由一个社会的大多数人选择的。
在伊本·赫勒敦看来，国家是人类社会抑制社会内部不公正现象的必要条件，但国家的手段是武力，因此本身就是一种不公正。所有社会都必须有一个国家来管理，才能建立社会。他试图通过确定所有社会都存在的普遍现象来规范社会的历史。在他看来，只要人类存在，文明就是一种现象。他认为，满足基本需求是文明的开端。一开始，人们会寻找不同的方法来提高基本需求的生产率，并出现扩张。后来，社会开始变得更加定居，更加注重手工艺、艺术和更高雅的特征。到了社会末期，社会就会衰弱，让另一小群人控制社会。征服者被描述为社会内部不满足的群体，或者是不断攻击其他弱小社会的沙漠强盗。
在《历史绪论》中，伊本·赫勒敦根据当时已知历史事件的理论框架中可观察到的模式，以概括的方式讨论了将哲学引入历史的问题。他描述了所有社会的开端、发展、文化趋势和衰落，最终导致新社会的崛起，而新社会又会沿着同样的趋势不断循环。此外，他还根据自己的历史知识，推荐了发展社会的最佳政治方法。他着重强调，一个好的社会应该是教育传统深深植根于其文化之中的社会。
伊本·赫勒敦提出了“阿萨比亚”一词来解释部落主义。阿萨比亚通常被翻译为“群体感”、“团结”或“部落主义”。这种社会凝聚力在部落和其他小型亲属群体中自发产生。
伊本-哈勒敦认为，过多的官僚主义，如税收和立法，会导致社会的衰落，因为它会限制更多专业化劳动的发展（学者的增加和不同服务的发展）。他认为，官僚无法理解商业世界，也不具备与商人相同的动机。
伊本·赫勒敦在其著作《历史绪论》中强调，人类的思考能力（“firk”）决定了人类的行为和普遍模式。这种能力也促使人类形成社会结构，在分工和组织中进行合作。 扎伊德·艾哈迈德在《城市研究中的认识论与人文维度》（Epistemology and the Human Dimension in Urban Studies）一书中指出：“fikr ”是伊本·赫勒敦理论中与人类的精神、智力、身体、社会和政治倾向相关的所有哲学方面的支柱。
他在著作中强调的另一个重要概念是掌握手艺、习惯和技能。伊本-哈勒敦认为，只要分析这三个概念，就能确定一个社会的成就水平。早期阶段的社会是游牧社会，主要关注生存，而后期阶段的社会则是定居社会，在手工业方面取得更大成就。一个拥有定居文化和稳定政治的社会在手工艺和技术方面的成就会更大。
伊本·赫勒敦还在其认识论中强调，教育传统在确保文明的新一代不断提高科学水平和发展文化方面发挥着重要作用。伊本-哈勒敦认为，如果没有牢固确立的教育传统，后人就很难保持前人的成就，更不用说改进了。
区分社会成就的另一种方法是社会的语言，因为对他来说，社会最重要的因素不是土地，而是所使用的语言。让他感到惊讶的是，许多非阿拉伯人在阿拉伯社会中确实取得了成功，他们有很好的工作，并受到社会的欢迎。伊本·赫勒敦曾回忆说："这些人的血统不是阿拉伯人，但他们在拥有阿拉伯语习惯的阿拉伯人中间长大，""正因为如此，他们能够很好地掌握阿拉伯语，以至于无法超越"。 他认为，非阿拉伯人之所以被阿拉伯社会所接受，是因为他们掌握了阿拉伯语。
诗歌和散文等文学作品的进步是区分文明成就的另一种方式，但伊本-哈勒敦认为，当一个社会的文学方面达到最高水平时，它就不再是社会成就的标志，而是生活的点缀。在逻辑科学方面，他将知识的最高水平确立为学者人数的增加和知识质量的提高。对他来说，文学作品的最高境界是散文、诗歌的表现和社会艺术的丰富。

## 影响
在1697年，一本有关他的传记出现在巴泰勒米·德埃贝洛的《东方学目录》中，这是伊本·赫勒敦首次引起西方世界的关注。1806年，西尔韦斯特·德·萨西在他的《阿拉伯文選》中包含了伊本·赫勒敦的专辑以及《Muqaddimah》的节选翻译（列为《神学绪论》），这让他开始获得更多关注。1816年，德·萨西再次发表了一篇内容更为详尽的传记。有关《神学绪论》的更多细节和节选翻译在之后数年不断出现，直到1858年，阿拉伯文版本全书出版，几年后，德·萨西出版了完整的法文翻译版。从那以后，西方世界带着特殊的兴趣开始了对伊本·赫勒敦的大量研究。